# Singzikaden

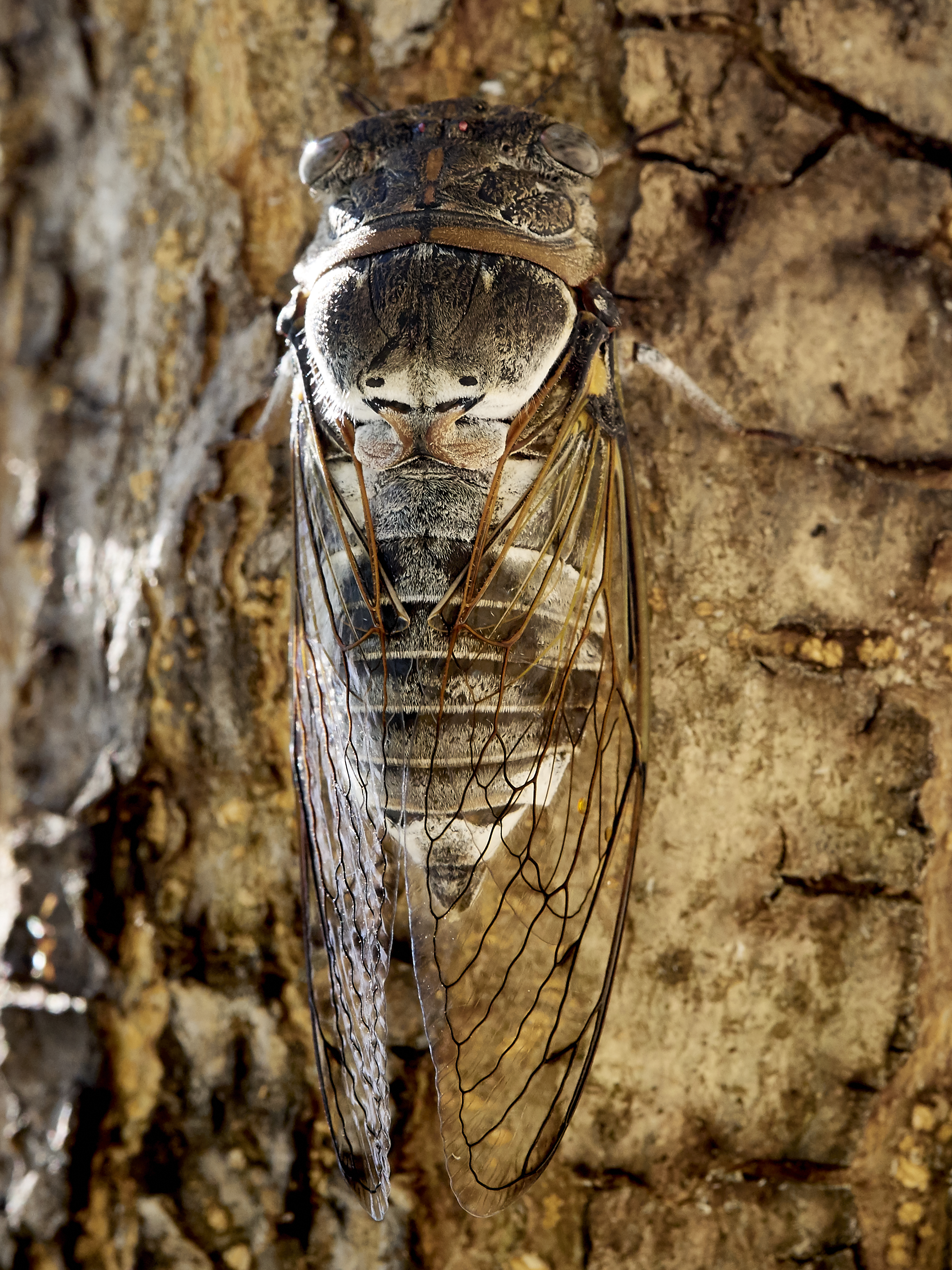
Gut getarnte Singzikade (Lyristes plebejus) auf Baumrinde, Griechenland

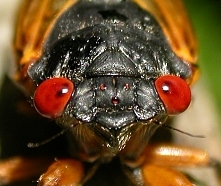
Magicicada septendecim mit vorgewölbten Facettenaugen und zu einem Dreieck angeordnete Punktaugen, USA.

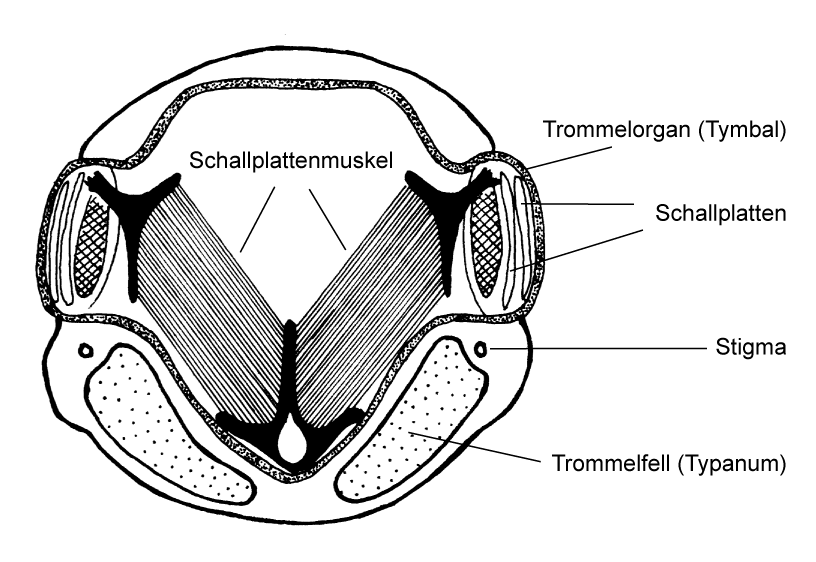
Bau des „Singapparates“ der Singzikaden, Querschnitt durch den Hinterleib im Bereich des ersten Segmentes von vorn.

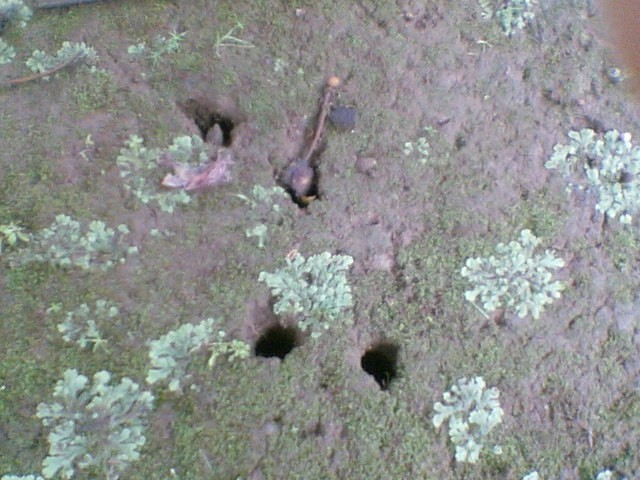
Schlupflöcher

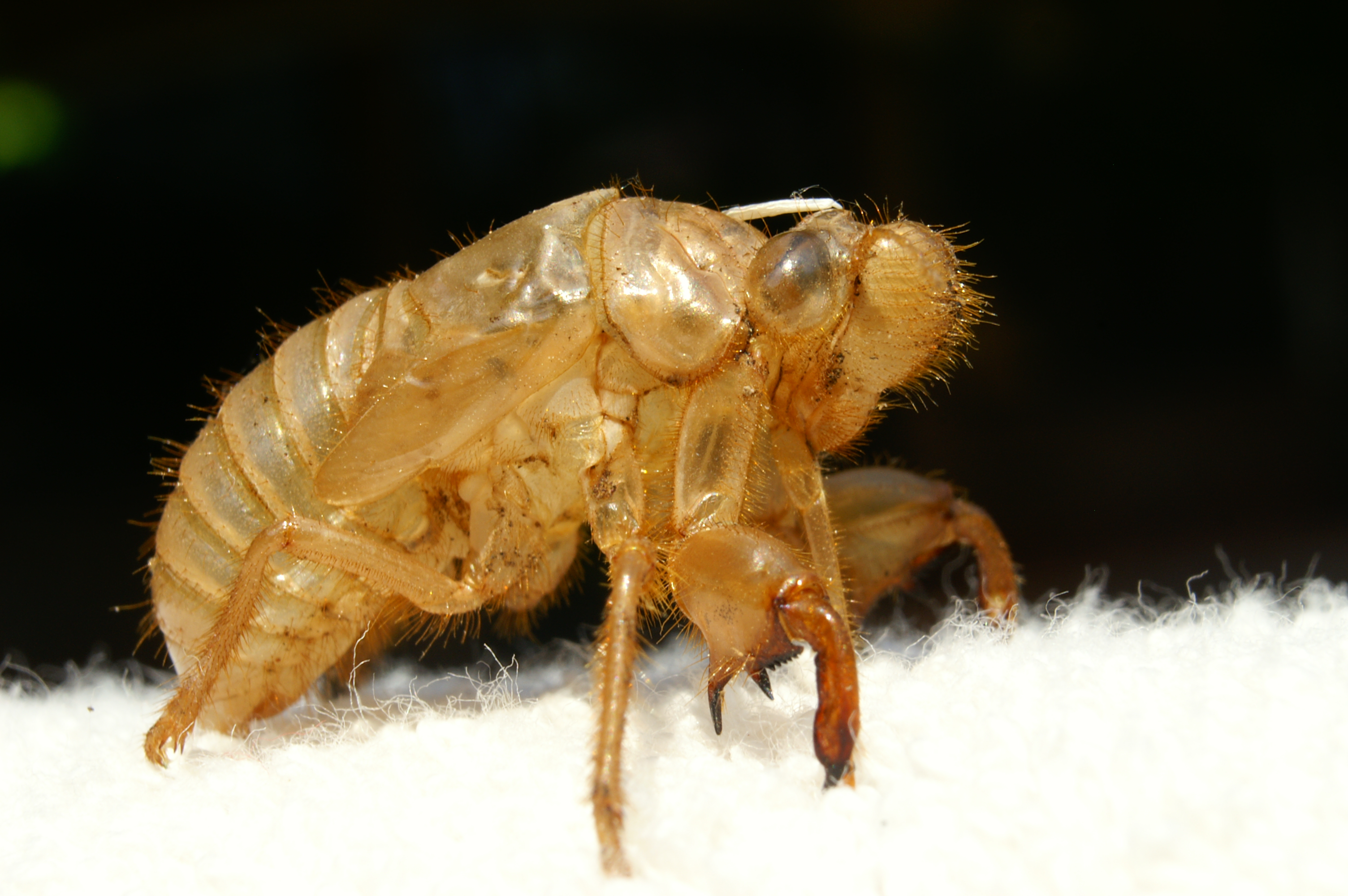
Larvenhaut Exuvie von der Großen Zikade (Lyristes plebejus); gut sichtbar die Grabbeine

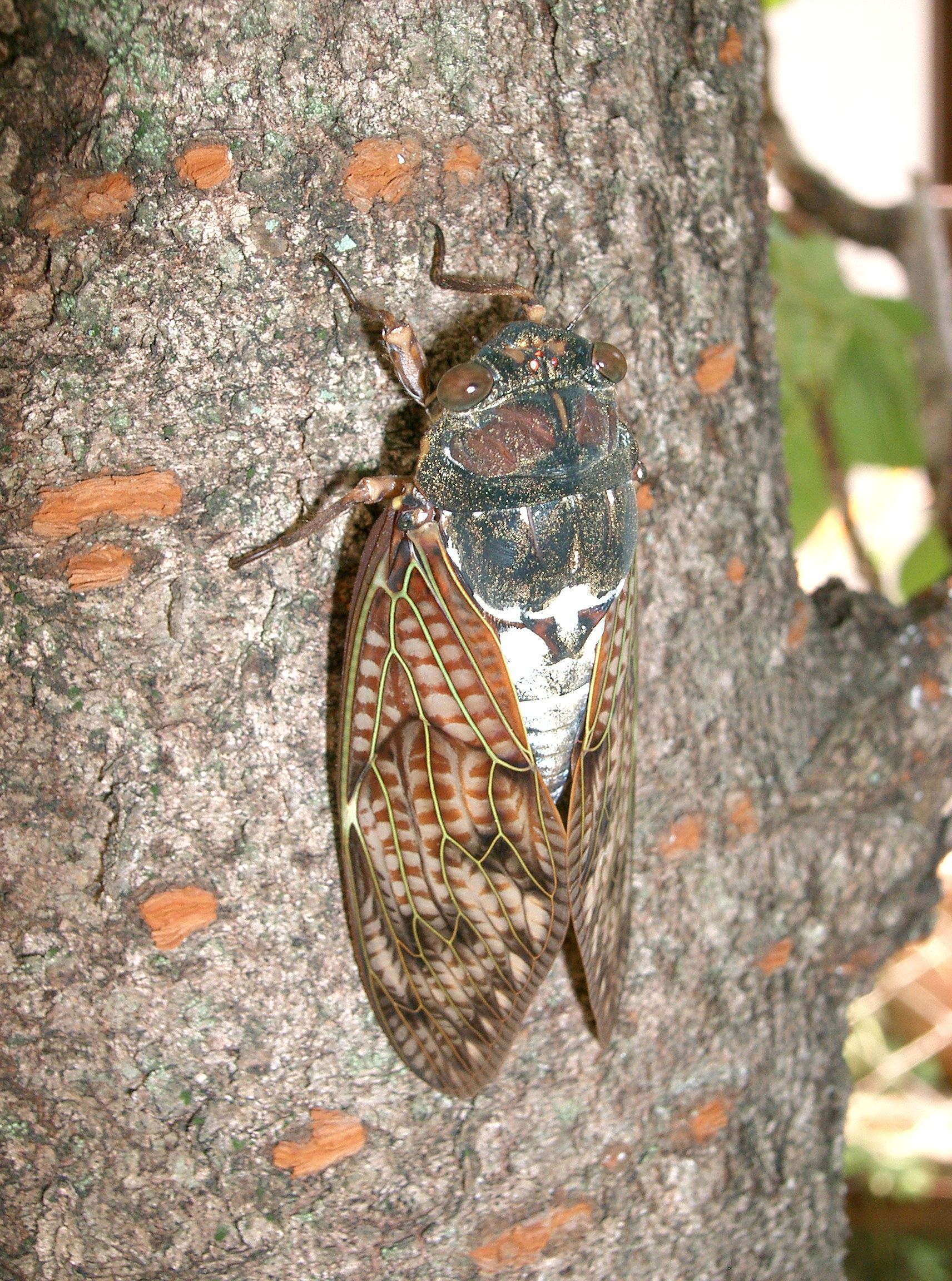
Graptopsaltria nigrofuscata, Japan.

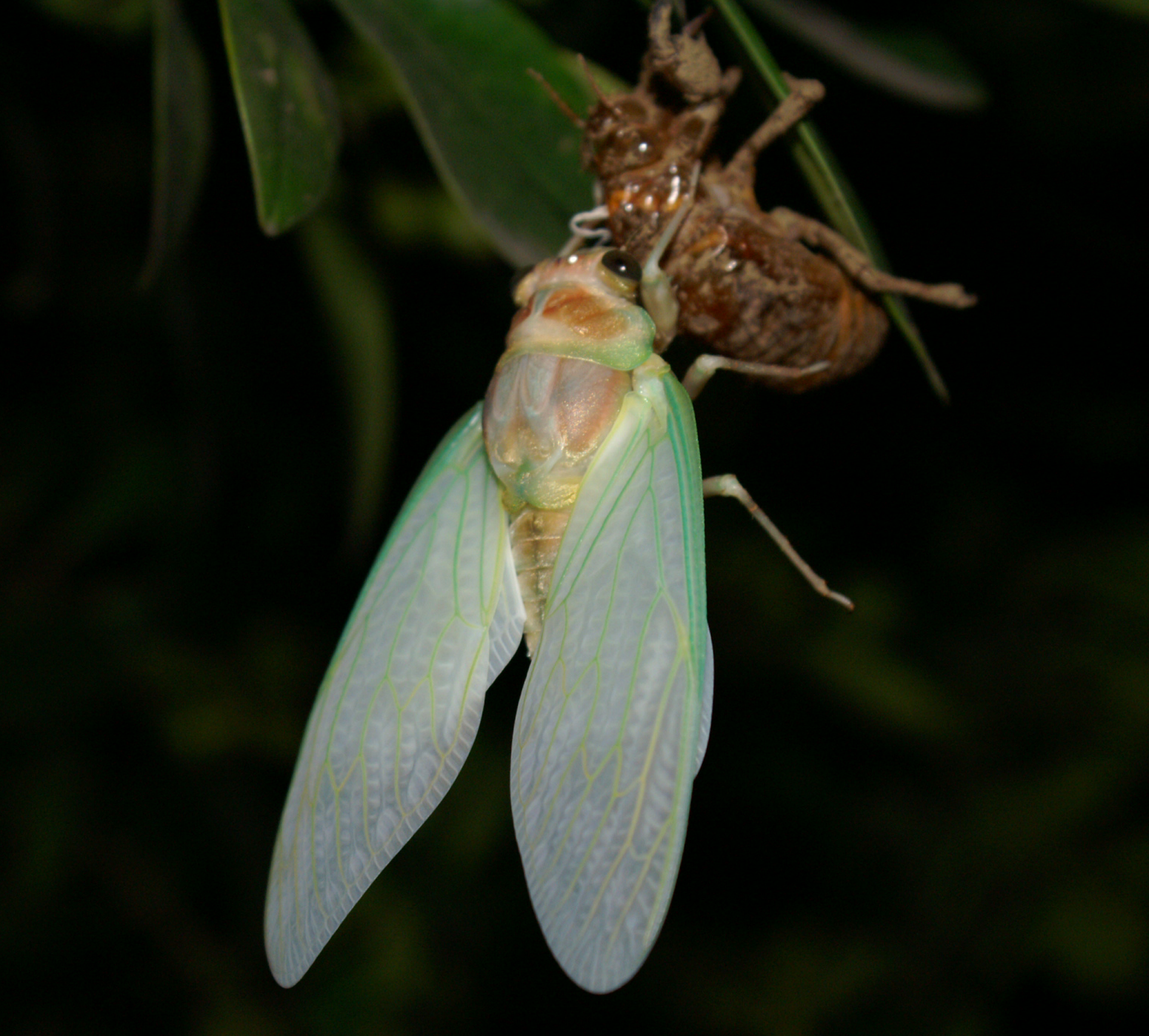
Frisch geschlüpfte Graptopsaltria nigrofuscata.

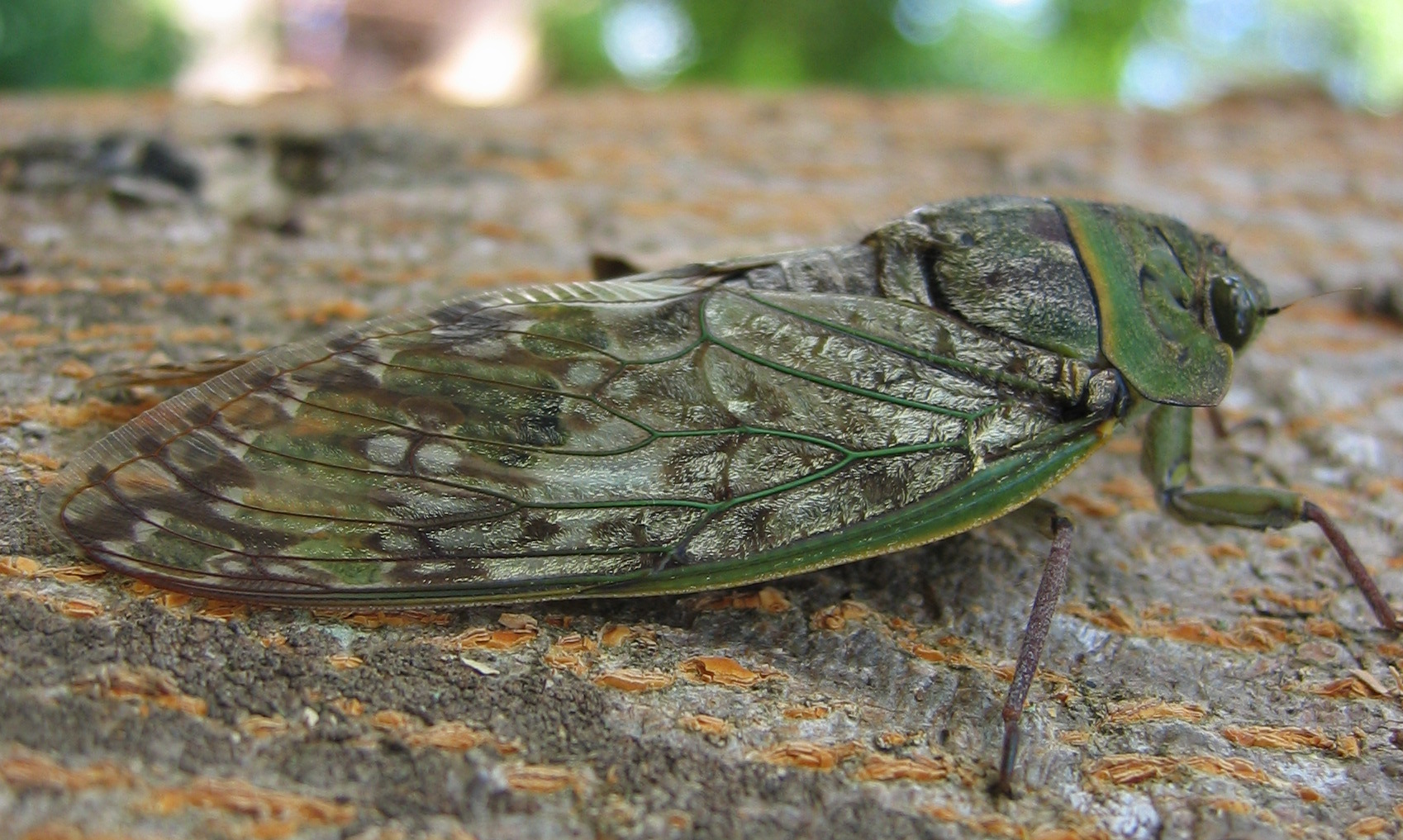
Cicada cicala aus Uganda.

Singzikaden (Cicadidae) sind eine Familie innerhalb der Unterordnung der Rundkopfzikaden (Cicadomorpha). Die Insekten sind in der Lage, für Menschen hörbare Laute zu produzieren. Dazu verfügen sie über speziell ausgebildete Trommelorgane (Tymbale). Auf ihre artspezifischen und damit bestimmungsrelevanten Gesänge nimmt die deutsche Bezeichnung Bezug.
Die Vertreter dieser Familie gehören aufgrund ihres Gesanges, ihrer oft auffälligen Färbung und ihrer Größe zu den bekanntesten Zikaden. Beispielsweise erreicht die indomalayische Kaiserzikade (Pomponia imperatoria) 11 Zentimeter Körperlänge und eine Flügelspannweite über 22 Zentimeter. Bezeichnungen wie „Schwarzer Prinz“, „Kirschnase“, „Rotauge“ oder „Grüner Kaufmann“ geben einen Eindruck von der auffälligen Färbung australischer Singzikaden.

## Morphologische Merkmale
Die Färbung der Zikaden ist meist der Umgebung so gut angepasst, dass sie vom Laien kaum in der Vegetation erkannt werden. Die Tiere sind ein- oder mehrfarbig. Es überwiegen Erdtöne, wie Braun, Schwarz, Grün, Gelb- und Orangetöne. Der Körperbau der Singzikaden ist meist gedrungen. Während die Männchen der Kaiserzikade (Pomponia imperatoria) Körperlängen bis zu 11 Zentimetern und Flügelspannweiten von über 22 Zentimetern erreichen können, misst die kleinste bekannte Singzikade Panka parvulina lediglich 1,4 Zentimeter mit einer Flügelspannweite von etwa 2,4 Zentimetern. Die Weibchen haben einen mehr oder weniger langen Legebohrer (Ovipositor), der den Hinterleib spitz erscheinen lässt. Der Hinterleib der Männchen ist stumpf abgerundet und je nach Art unterschiedlich getönt.
Der Halsschild (Pronotum) ist gedrungen und kurz. Er verdeckt weniger als die Hälfte der Mittelbrust (Mesothorax). Der Kopf ist groß. Die erwachsenen Tiere haben deutlich seitlich hervorgewölbte Komplexaugen (Facettenaugen). Dank solch weiter Vorwölbung ihrer Komplexaugen können in der Mittagshitze von Baum zu Baum fliegende Singzikaden einen von hinten anfliegenden Beutegreifer, z. B. einen sie im Flug verfolgenden Italiensperling, wahrnehmen und durch mehrfach ausgestoßene kräftige Warnlaute „abschütteln“. Sie verfügen über drei Punktaugen (Ocelli), die sich im Dreieck angeordnet auf der Stirn (Frons) befinden. Dieses Merkmal unterscheidet sie von allen anderen Zikadenarten, die über nur zwei Ocelli verfügen oder deren Punktaugen völlig zurückgebildet sind. Die zwischen den Augen ansetzenden, deutlich gegliederten Fühler sind sehr kurz. Sie bestehen aus je zwei dicklichen Grundgliedern und einer fünfgliedrigen, schlanken Fühlerborste. Auffällig ist der blasenartig vorgewölbte Kopfschild, der durch mehrere Querrillen und Falten gekennzeichnet ist. An der Unterkante des Gesichts entspringt der Saugrüssel (Rostrum), der in Ruhestellung an den Körper geklappt zwischen den Hüften (Coxa) liegt.
Die Vorderflügel werden in Ruhestellung in für Zikaden charakteristischer Weise dachförmig zusammengelegt. Sie überragen stets den Hinterleib (Abdomen). Die gut entwickelte und stark ausgeprägte Aderung der hyalinen, ganz, teilweise oder gar nicht pigmentierten Vorderflügel ist je nach Art verschiedenfarbig. Teilbereiche der Adern sind abweichend gefärbt und bilden zusammen mit der unterschiedlichen Architektur der Nervatur ein Artunterscheidungsmerkmal. Die Flügel sind von einem aderfreien Raum umgeben. Unter den Vorderflügeln liegen die kleineren, einfacher geformten, häutigen Hinterflügel. Sie werden jederseits im Flug durch Häkchen am Vorderrand des Hinterflügels miteinander gekoppelt.
Die Schenkel (Femora) der Vorderbeine erwachsener Tiere sind, im Gegensatz zu den normal gestalteten Mittel- und Hinterbeinen, deutlich verdickt und bedornt. Die Vorderbeine der Larven sind in Anpassung an ihre unterirdische Lebensweise zu Grabbeinen entwickelt. Singzikaden haben kein Sprungvermögen wie andere Vertreter der Rundkopfzikaden.
Die Männchen besitzen ein Trommelorgan (Tymbal) an den Seiten des ersten Hinterleibssegmentes, hinter dem Ansatz der Hinterflügel. Durch ansetzende Muskeln (Singmuskel) werden nach außen gewölbte, durch Rippen verstärkte Schallplatten in Schwingungen versetzt. Diese liegen frei (Tibicininae) oder sind durch einen von der zweiten Rückenplatte des Außenskelettes (Tergit) ausgehenden Schalldeckel bedeckt (Cicadinae). Das Geräusch entsteht durch Eindellen (Muskelzug) und Zurückspringen (Eigenelastizität). Direkt unter dem Singmuskel sorgt ein großer Luftsack im hohlen Hinterleib für die notwendige Resonanz. Mit Hilfe dieser Organe können Laute 200–10.000 Hertz und Lautstärken bis 120 dB erzeugt werden. Auf der Abdomenunterseite beider Geschlechter befinden sich Gehörorgane (Tympanale). Die paarigen Organe bestehen aus einer hauchdünnen Membran, die Schwingungen aufnimmt. Zusätzlich zu den speziellen Trommelorganen besitzen einige Vertreter der Familie weitere Stridulationsorgane, bei denen zwei Teile aneinander gerieben werden und Schall erzeugen.

## Ernährung und Atmung
Alle Singzikaden sind Xylemsauger. Mit Hilfe ihres Rüssels stechen die erwachsenen Tiere die Leitungsbahnen verschiedener Gehölze und krautiger Pflanzen an und saugen den an Nährsalzen und Wasser reichen Pflanzensaft. Die unterirdisch lebenden Larven saugen den Saft von Pflanzenwurzeln.
Die innere Anatomie und die Physiologie der Singzikaden entspricht weitgehend jener der Insekten. In Anpassung an die spezielle Ernährung verfügen Singzikaden wie alle Rundkopfzikaden jedoch über eine besondere Konstruktion des Verdauungstraktes, um überschüssiges Wasser beziehungsweise Kohlenhydrate abzugeben. Der sehr wasserreiche Pflanzensaft der Leitungsbahnen (Xylem) ist im Gegensatz zum zuckerreichen Phloemsaft deutlich ärmer an Nährstoffen, weshalb Singzikaden, die sich ausschließlich hiervon ernähren, sehr viel davon aufnehmen müssen. Im Darm der Pflanzensaftsauger existiert eine Filterkammer, die eine Übergangsregion zwischen Vorder- und Mitteldarm und dem Hinterdarm herstellt. Sie ermöglicht die direkte Ableitung des überschüssigen Wassers in den Enddarm und der Nahrungssaft wird vor dem Eintritt in den Mitteldarm verdickt. Ferner sind die Zentren der für Insekten typischen Strickleiternervensysteme bei den Rundkopfzikaden nur noch im Kopf und in der Brust vorhanden; der Hinterleib wird vom Nervenzentrum der Brust versorgt.
Ebenso erfolgt die Atmung bei fast allen Insekten über das Tracheensystem. Sonderstrukturen sind aber offenbar bei den Larven des letzten Entwicklungsstadiums (L5) einiger afrikanischer Arten der Singzikaden entwickelt, die zum Leben in Flüssigkeit übergegangen sind (z. B. Muansa clypealis, Ugada limbalis, Orapa elliotti). Bei ihnen ist der Hinterleib zum Luftholen und -festhalten umgestaltet. Der Hinterleib ist mit einer flüssigkeitsabweisenden Oberfläche ausgestattet. Auf der Körperoberfläche befindet sich eine Luftschicht, die ab und an durch das Herausstrecken des Hinterleibes aus der Flüssigkeit erneuert wird. Offenbar handelt es sich bei der Flüssigkeit nicht um Grund- oder Regenwasser, sondern um die wasserreichen Ausscheidungen der Larve selbst, welche sich in dem Boden mit kolloidalen Eigenschaften ansammeln und nicht versickern können.

## Lauterzeugung
Der typische Gesang der Singzikaden, der manchen aus einem Urlaub am Mittelmeer bekannt ist, ähnelt jenem von Heuschrecken oder Grillen, wird aber anders erzeugt. Während diese stridulieren (Körperteile aneinander reiben), haben die männlichen Singzikaden Tymbalorgane („Trommelorgane“), links und rechts an der Basis des Abdomens. Die Tymbalorgane haben je eine gewölbte Schallmembran, die durch rhythmische Kontraktion eines Muskels in Schwingungen versetzt wird und dadurch der Ton erzeugt wird.
Obwohl alle Zikadenarten Schall- bzw. Erschütterungswellen zur Kommunikation von sich geben, ist nur die Mehrzahl der Vertreter der Cicadidae in der Lage, für Menschen hörbare Laute zu produzieren. Der Gesang der Männchen dient vor allem der Anlockung der Weibchen, er wird jedoch auch zur Festsetzung von Reviergrenzen eingesetzt. Es sind ferner Protest- und Alarmlaute bei Berührung bekannt. Es ist noch nicht geklärt, warum die Männchen tagsüber oder in der Dämmerung fast ununterbrochen singen. Manche untermalen ihren Gesang noch zusätzlich mit Flügelklick-Signalen. Die Weibchen sind meist stumm. Jene einiger Arten sind aber in der Lage, ein kurzes klickartiges „Ja“, das durch spezielle Flügelschläge entsteht, im Paarungsverhalten auszusenden.
Die meisten Arten produzieren Laute im für den Menschen deutlich hörbaren Bereich. Manche Arten dagegen erzeugen einen Frequenzbereich an der oberen Hörgrenze eines jungen gesunden Menschen. Die Gesänge sind artspezifisch und lassen sich anhand von Oszillogrammen und Sonagrammen beschreiben. Sie können zur Arterkennung herangezogen werden.

## Fortpflanzung, Entwicklung und Lebenszyklus

Schlupf einer Singzikade Tibicen sp.

Die durch die Gesänge angelockten Weibchen fliegen zu den singenden Männchen. Bei den übrigen Arten der Rundkopfzikaden ist es umgekehrt die Regel. Dort sind meist die Weibchen stationär. Zur Paarung versammeln sich die Tiere oft in großer Zahl in Bäumen, Sträuchern oder auch in der niederen Vegetation. Über das Werbe- und Paarungsverhalten ist insgesamt nur wenig bekannt.
Bei der  Kopulation nähert sich das Männchen von der Seite dem Weibchen, schiebt seine Hinterleibsspitze unter die des Weibchens und führt seinen Penis (Aedeagus) von unten an der Basis des Legeapparates (Ovipositor) in eine nur bei Zikaden dieser Familie entwickelten Kopulationsöffnung ein. Vermutlich wiederholen die Tiere die Paarung mehrmals. Danach sucht das Weibchen dünne Zweige von Gehölzen oder Stängel krautiger Pflanzen, um seine ovalen Eier in mittels seiner kräftigen Legesäge gebohrte Löcher zu legen. Die Siebzehnjahr-Zikade (Magicicada septendecim) legt auf diese Weise 400 bis 600 Eier im Verlauf eines Monats.
Nach fünf bis acht Wochen ist die Embryonalentwicklung abgeschlossen. Die Junglarven sprengen die Eihülle und schlüpfen aus der Einstichöffnung heraus, wobei sie die Embryonalhülle abstreifen. Sie fallen auf die Erde. Von nun an leben die gelblichen oder weißlichen Larven grabend im Boden. Dazu verfügen sie über kräftige, zu Grabbeinen entwickelte Vorderbeine, deren sehr kurze Schenkel (Tibien) verdickt und bedornt sind. Die Larven saugen an Wurzeln. Haben sie eine geeignete Nahrungsquelle gefunden, legen sie sich eine Aufenthaltskammer an. Je nach Bodenverhältnissen sind die Larven zwischen 15 und 60 Zentimetern Tiefe zu finden. Zuweilen dringen sie sogar bis zu 3 Meter tief in den Boden ein.
Singzikaden sind hemimetabol, das heißt, sie durchlaufen fünf, durch Häutungen getrennte Larvenstadien (L1 bis L5), wobei sie dem erwachsenen Tier allmählich immer ähnlicher werden. Sie haben im Vergleich zum wenige Monate währenden Erwachsenenleben eine sehr lange Larvalentwicklungszeit. Diese dauert bei den Cicadidae von neun Monaten bis zu mehreren Jahren. Meist sind es zwei bis fünf Jahre. Bei den Singzikaden der in Nordamerika verbreiteten Gattung Magicicada sind es sogar 13 oder 17 Jahre. Sie zeichnen sich besonders durch regelmäßige Massenvermehrungen aus.
Gegen Ende der Entwicklung arbeiten sich die Larven in Richtung Erdoberfläche. Die Larven weniger Arten legen im Endstadium schlanke, zylindrische, bis zu 30 Zentimeter hohe Türmchen aus Erde an, um diese nach etwa drei Wochen durch ein Ausgangsloch zu verlassen. Einige Arten leben in wassergefüllten Röhrchen und sind morphologisch entsprechend angepasst (s. oben). Über die genaue Funktion dieser Bauten ist bis heute nichts bekannt. Möglicherweise können sie nur so die für den Abschluss der Entwicklung nötigen Umweltbedingungen erreichen.  Die zum Schlüpfen bereiten Larven klettern dann bei günstiger Witterung und oft bei Nacht an Bäumen und Sträuchern hoch, klammern sich fest und nach kurzer Zeit schlüpfen die Vollinsekten.

Schlupf von Lyristes plebejus
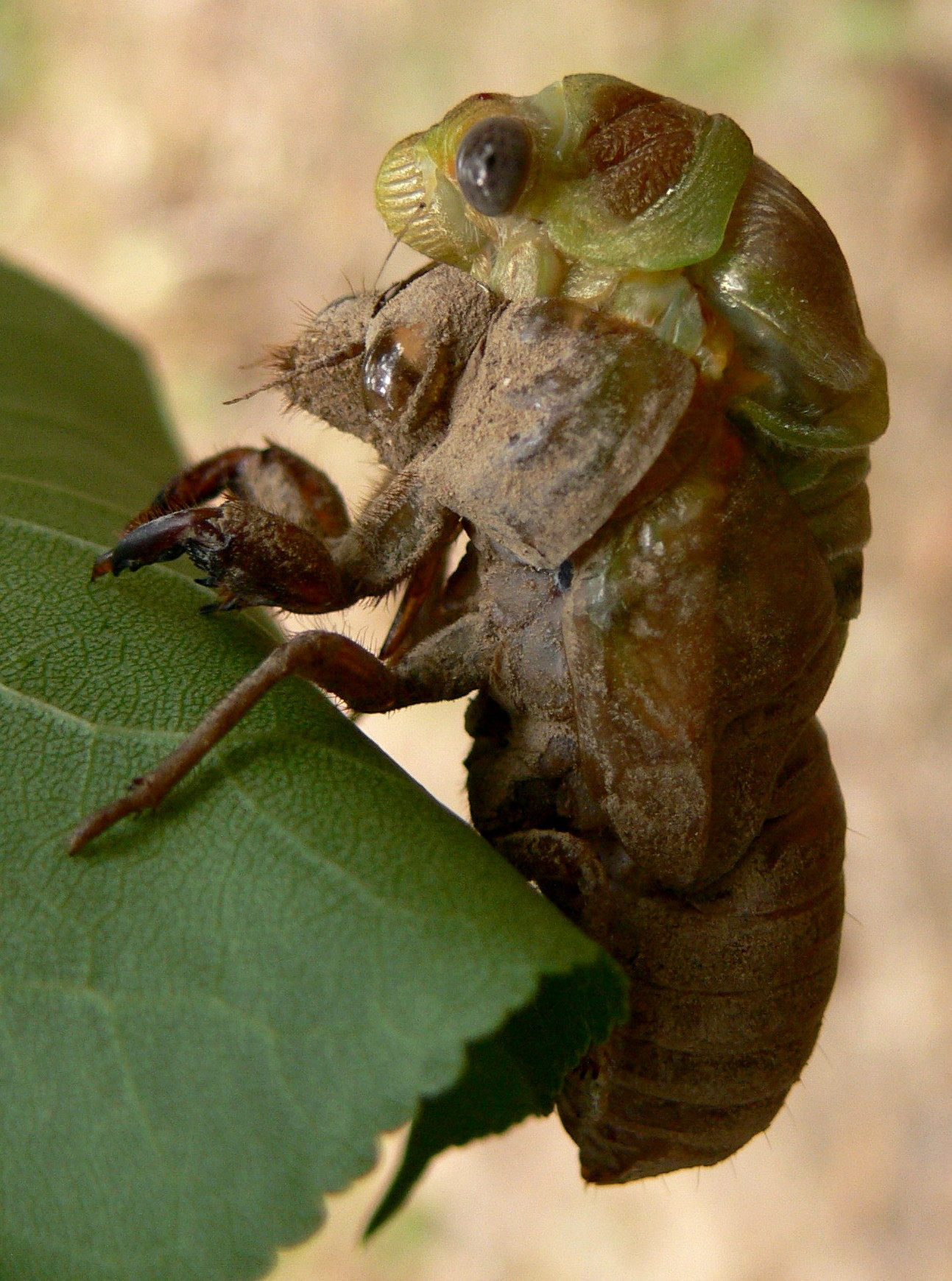
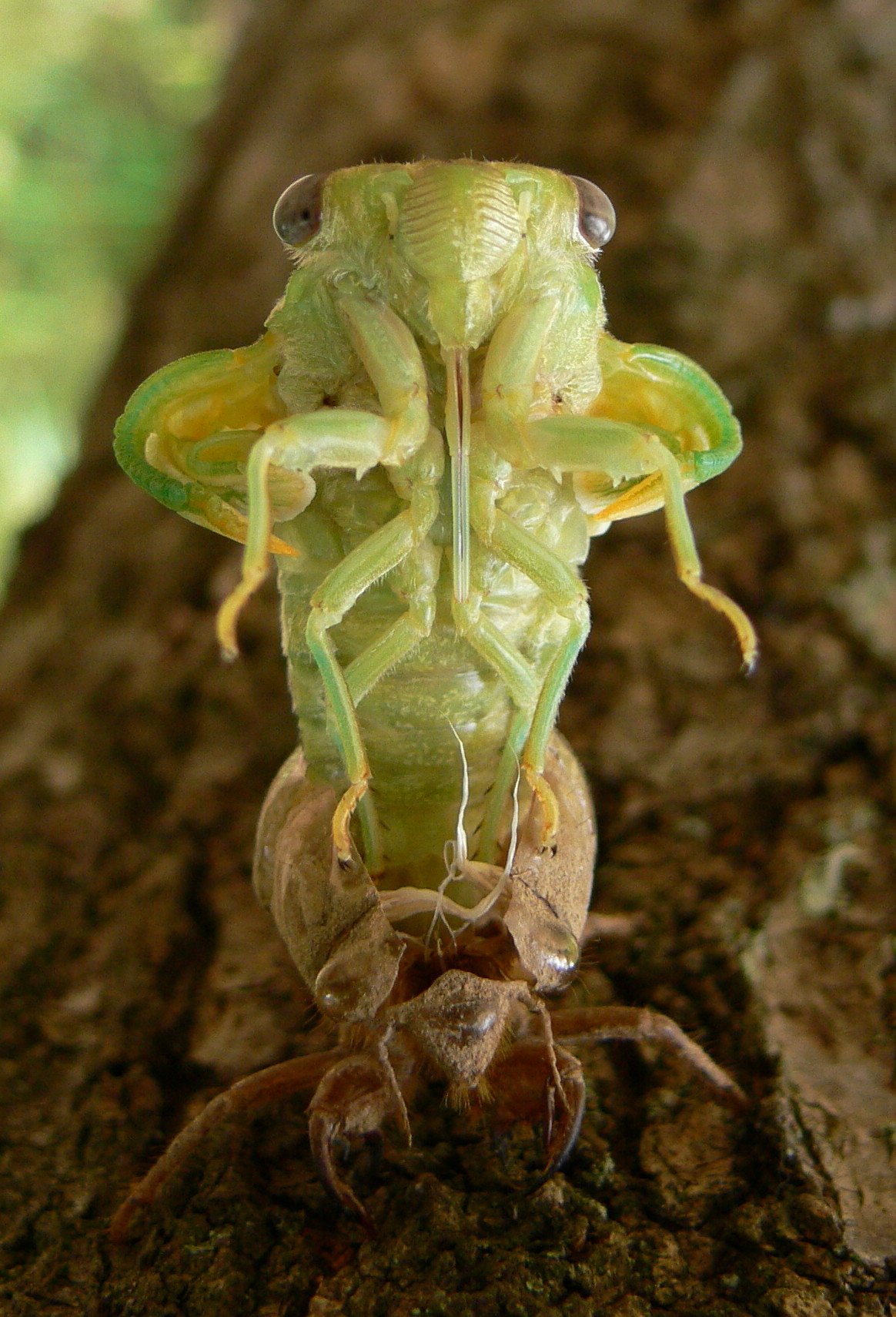
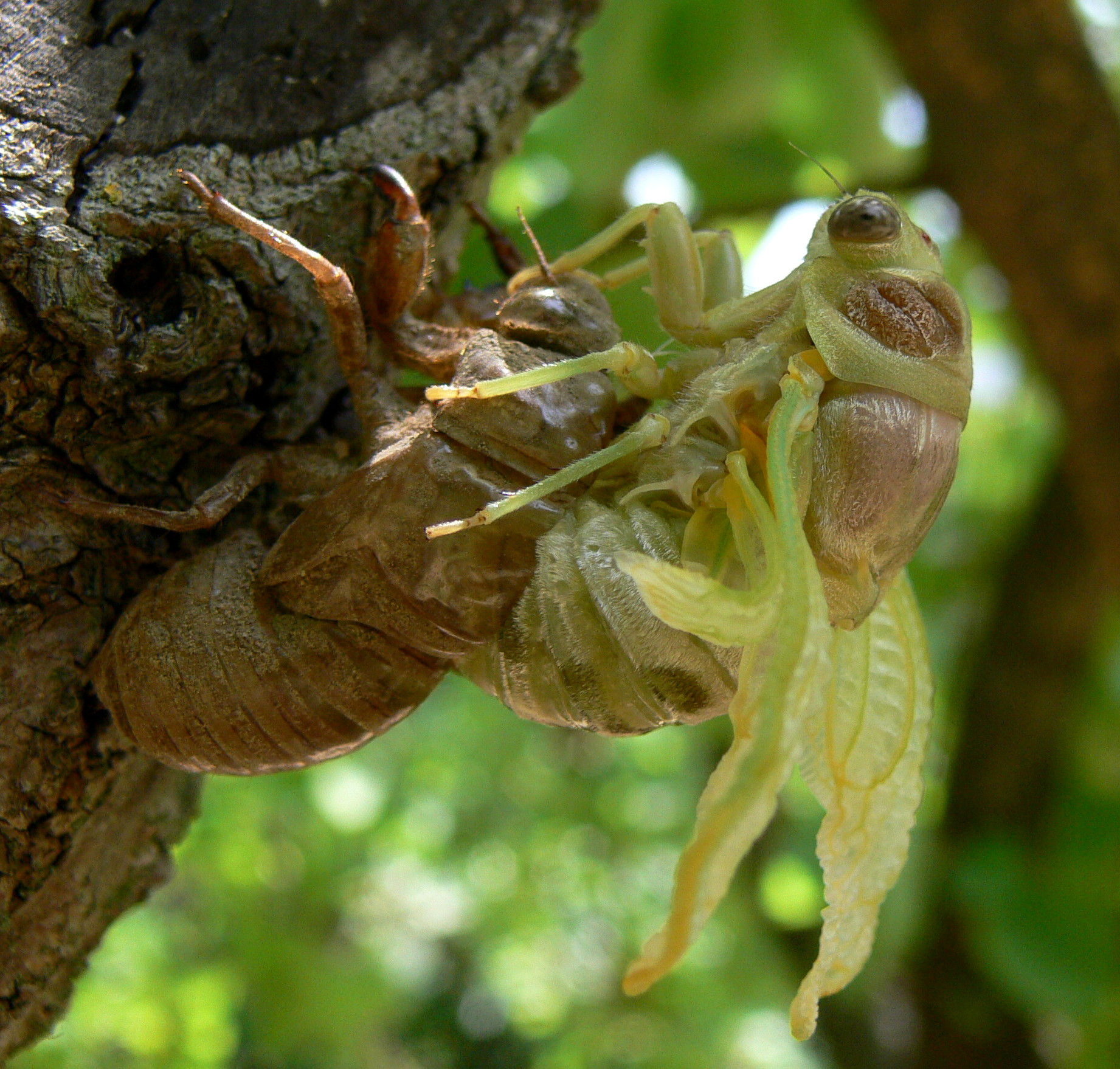
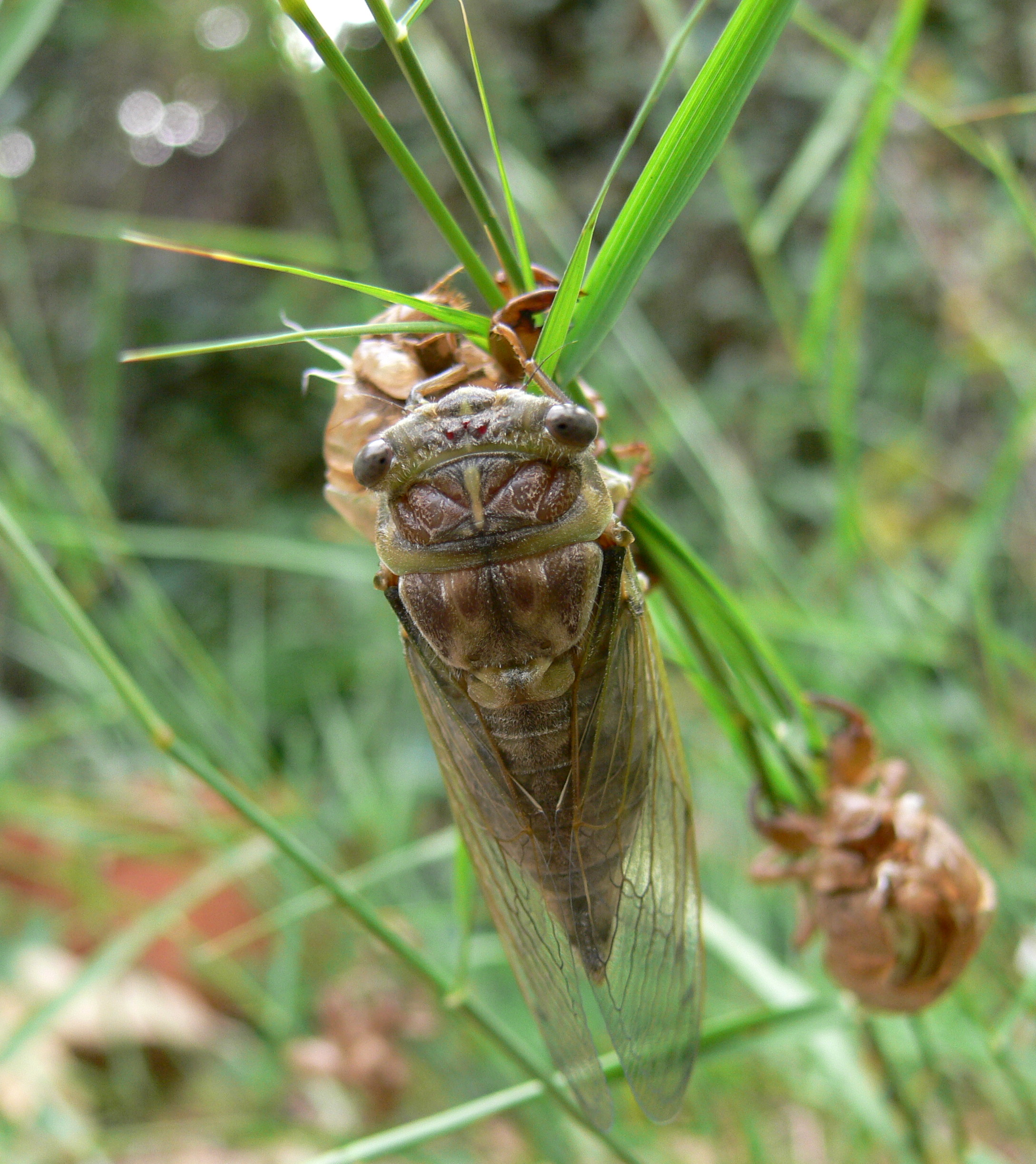

## Verbreitung
Mit mehr als 4000 bekannten Arten sind die wärmeliebenden Singzikaden weltweit, vorwiegend aber in den Tropen und subtropischen Zonen verbreitet. Die größten Vertreter dieser Familie leben in Indien, Südchina und den Großen Sundainseln. In Europa kommen die Singzikaden mit 61 Arten in 16 Gattungen überwiegend im Mittelmeergebiet vor, wobei mindestens 16 Arten in 8 Gattungen in thermisch besonders begünstigte Regionen Mitteleuropas vordringen, davon kommen in Deutschland 6 Arten in 3 Gattungen vor, in Österreich 8 Arten in 6 Gattungen und in der Schweiz 10 Arten in 5 Gattungen. Aus Polen sind zwei weitere mitteleuropäische Arten bekannt.
In Deutschland, Österreich und der Schweiz sind folgende Arten nachgewiesen:
| Art                                                                    | Länder                           |
| Mannasingzikade* (Cicada orni Linnaeus, 1758)                          | Deutschland, Österreich          |
| Schwarze Zikade** (Cicadatra atra (Olivier, 1790))                     | Schweiz                          |
| Gras-Bergzikade*** (Cicadetta brevipennis Fieber, 1876)                | Deutschland, Österreich          |
| Honigader-Bergzikade*** (Cicadetta cantilatrix Sueur & Puissant, 2007) | Deutschland, Österreich, Schweiz |
| Bergsingzikade* (Cicadetta montana (Scopoli, 1772))                    | Deutschland, Österreich, Schweiz |
| Pechader-Bergzikade*** (Cicadetta petryi Schumacher, 1924)             | Deutschland, Schweiz             |
| Italienische Bergzikade*** (Cicadetta sibillae Hertach & Trilar, 2015) | Schweiz                          |
| Hühnerzikade*** (Oligoglena tibialis (Panzer, 1798))                   | Österreich                       |
| Zwergsingzikade*** (Tettigettula pygmea (Olivier, 1790))               | Österreich                       |
| Silbrige Zikade*** (Tettigettalna argentata (Olivier, 1790))           | Schweiz                          |
| Gemeine Singzikade** (Tibicen plebejus (Scopoli, 1763))                | Österreich, Schweiz              |
| Weinzwirner* (Tibicina haematodes (Scopoli, 1763))                     | Deutschland, Österreich, Schweiz |
| Schwarzer Scherenschleifer*** (Tibicina quadrisignata (Hagen, 1855))   | Schweiz                          |
| Gelber Scherenschleifer*** (Tibicina steveni (Krynicki, 1837))         | Schweiz                          |

deutsche Namen nach *Nickel & Remane 2002, **Gogala 2002 und ***Mühlethaler, Holzinger, Nickel & Wachmann 2018.
Weitere ausgewählte europäische Arten:
- Cicada barbara (Stål, 1866)
- Cicada cretensis Quartau & Simões, 2005 (Kretische Zikade)
- Cicada mordoganensis Boulard, 1979
- Cicadatra hyalina (Fabricius, 1798)
- Cicadatra icari Simões, Sanborn & Quartau, 2013
- Cicadatra persica Kirkaldy, 1909
- Cicadatra platyptera Fieber, 1876
- Cicadetta cerdaniensis Puissant & Boulard, 2000
- Cicadetta concinna (Germar, 1821) – auch in Mitteleuropa (Polen)
- Cicadetta dirfica Gogala, Trilar & Drosopoulos, 2011
- Cicadetta fangoana Boulard, 1976
- Cicadetta hannekeae Gogala, Drosopoulos & Trilar, 2008
- Cicadetta macedonica Schedl, 1999
- Cicadetta mediterranea Fieber, 1876 (Mittelmeer-Grassingzikade)
- Cicadetta podolica (Eichwald, 1830) – auch in Mitteleuropa (Polen)
- Dimissalna dimissa (Hagen, 1856) (Südliche Bergsingzikade)
- Euboeana castaneivaga Gogala, Trilar & Drosopoulos, 2011 (Euböanische Bergsingzikade)
- Euryphara cantans (Fabricius, 1794)
- Euryphara euphorbiae (Fieber, 1876)
- Euryphara virens (Herrich-Schäffer, 1835)
- Hilaphura varipes (Waltl, 1837)
- Oligoglena carayoni (Boulard, 1982)
- Oligoglena filoti (Gogala & Trilar, 2017)
- Oligoglena flaveola (Brullé, 1832)
- Oligoglena goumenissa (Gogala, Drosopoulos & Trilar, 2012)
- Oligoglena iphigenia (Emelyanov, 1996)
- Oligoglena sakisi (Gogala & Trilar, 2017)
- Pagiphora annulata (Brullé, 1832)
- Pagiphora aschei Kartal, 1978
- Pseudotettigetta melanophrys (Horváth, 1907)
- Tettigettacula baenai (Boulard, 2000)
- Tettigettalna aneabi (Boulard, 2000)
- Tettigettalna boulardi Puissant, 2010
- Tettigettalna defauti Puissant, 2010
- Tettigettalna estrellae (Boulard, 1982)
- Tettigettalna helianthemi (Rambur, 1840)
- Tettigettalna josei (Boulard, 1982)
- Tettigettalna mariae  (Quartau & Boulard, 1995)
- Tibicen gemellus Boulard, 1988 (Zwillingszikade)
- Tibicina contentei (Boulard, 1982)
- Tibicina corsica (Rambur, 1840)
- Tibicina garricola Boulard, 1983
- Tibicina nigronervosa Fieber, 1876
- Tibicina picta (Fabricius, 1794) (Andalusische Zikade)
- Tympanistalna gastrica (Stål, 1854)

Andere ausgewählte Gattungen und Arten:
- Magicicada Davis, 1925
- Formotosena seebohmi (Distant, 1904)

## Phylogenie und Systematik der Cicadidae

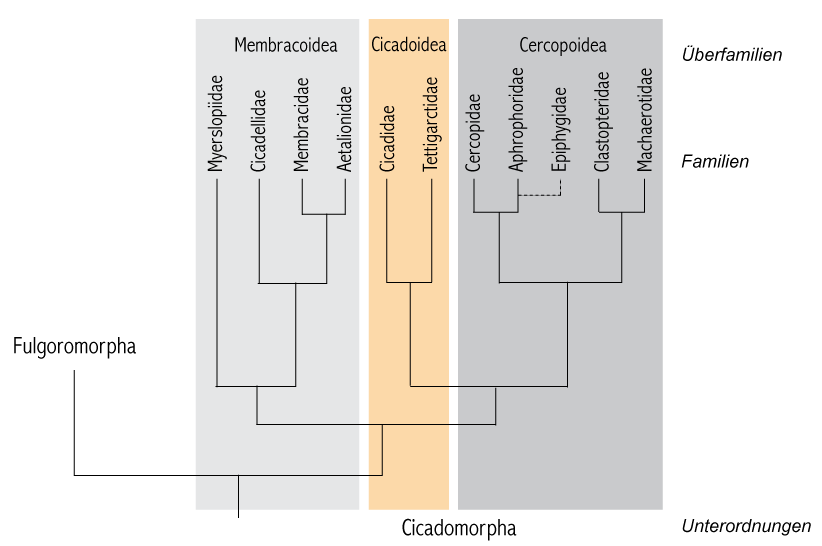
Phylogenetische Beziehungen der Cicadoidea innerhalb der Cicadomorpha (nach Cryan Oktober 2005, vereinfacht)

Singzikaden existieren bereits seit dem Eozän, wie Einschlüsse (Inklusen) in Bernstein belegen.
Nach derzeitiger Auffassung sind die Cicadoidea neben den Membracoidea und den Cercopoidea eine Überfamilie der Rundkopfzikaden (Cicadomorpha). Eine umfassende phylogenetische Analyse der Überfamilie der Cicadoidea anhand der Ermittlung der ribosomalen 18S-rDNA, 28S-rDNA und Histone3 bestätigt die Monophylie der Überfamilie. Sie umfasst die Familien der Singzikaden (Cicadidae) und der Tettigarctidae. Letztere beinhaltet lediglich zwei in Süd-Ostaustralien und Tasmanien beheimatete Arten.
Die Singzikaden umfassen die Unterfamilien Cicadinae und Tibicininae, die zum Teil manche Autoren auch als eigene Familien auffassen. Die Taxonomie und Artzuordnungen sind diesbezüglich noch nicht abschließend geklärt.
Neuere Arbeiten unterscheiden die Unterfamilien Cicadinae, Cicadettinae und Tibicininae. Viele Arten, die früher zu den Tibicininae gehörten, werden mittlerweile in die Unterfamilie Cicadettinae gestellt und der restliche Teil der Tibicininae wird dann alternativ auch als Tettigadinae bezeichnet. Die sehr ähnlich lautenden Unterfamilie Tibiceninae aus Amerika ist eine weitere Unterfamilie, die aber heute meist als Teil der Cicadinae gesehen wird.

## Singzikaden und der Mensch
Schon seit Jahrtausenden sind Zikaden, und besonders die Singzikaden, ein Bestandteil der Mythologie, Kunst und Folklore. Ihre besondere Bedeutung ergibt sich vor allem aus ihrem Gesang, ihrer außergewöhnlichen Lebensweise, ihrer Allgegenwärtigkeit, ihrer Größe und ihrer Schönheit.

### Zikaden in der Kultur verschiedener Völker

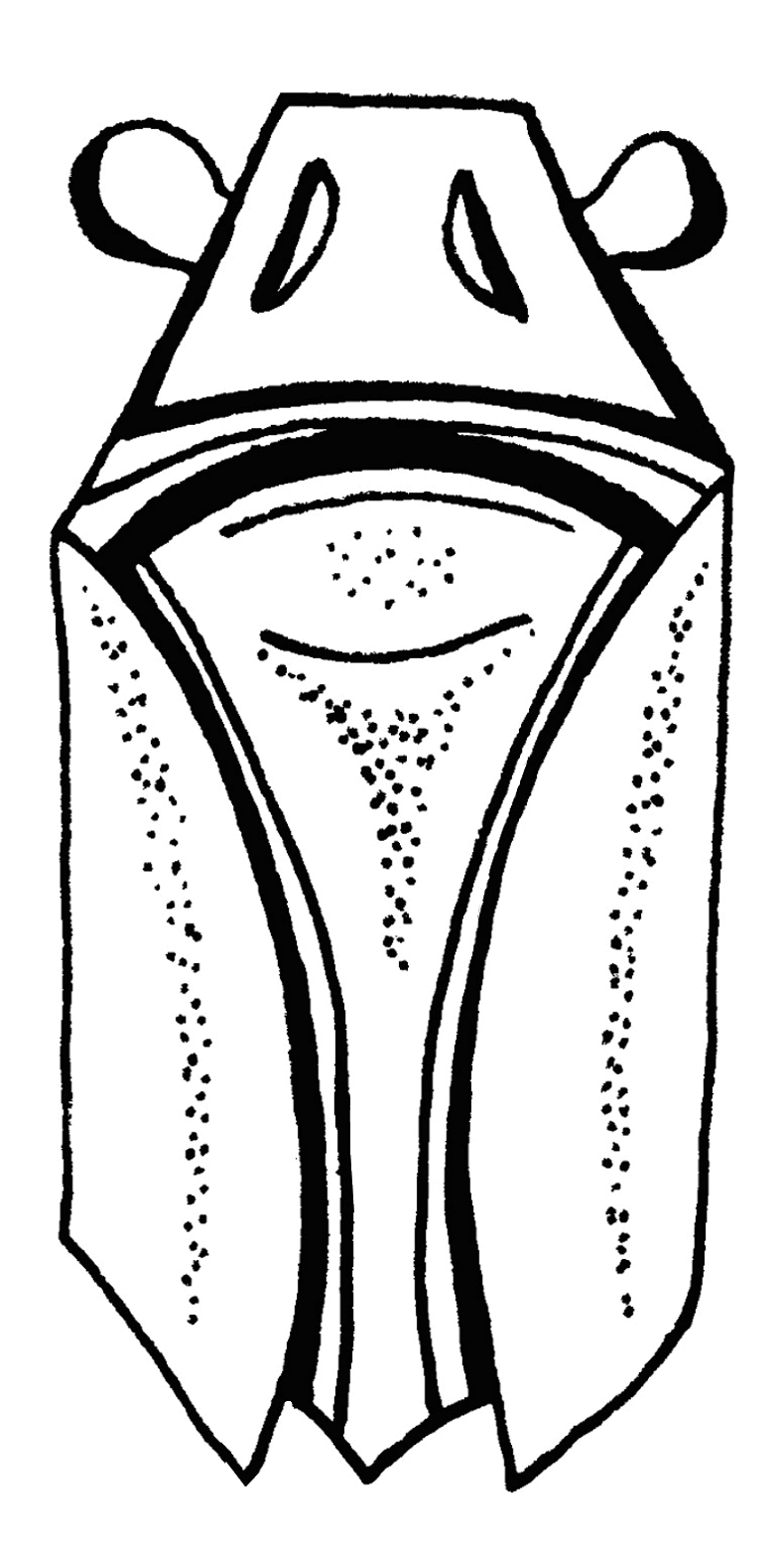
Aus brauner Jade gefertigte Zungenzikade der Han-Dynastie (206–220 v. Chr.)

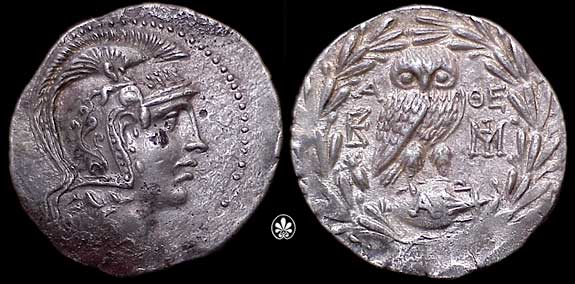
Münze aus Athen: Links Athene, rechts eine Eule und links von ihr eine Singzikade

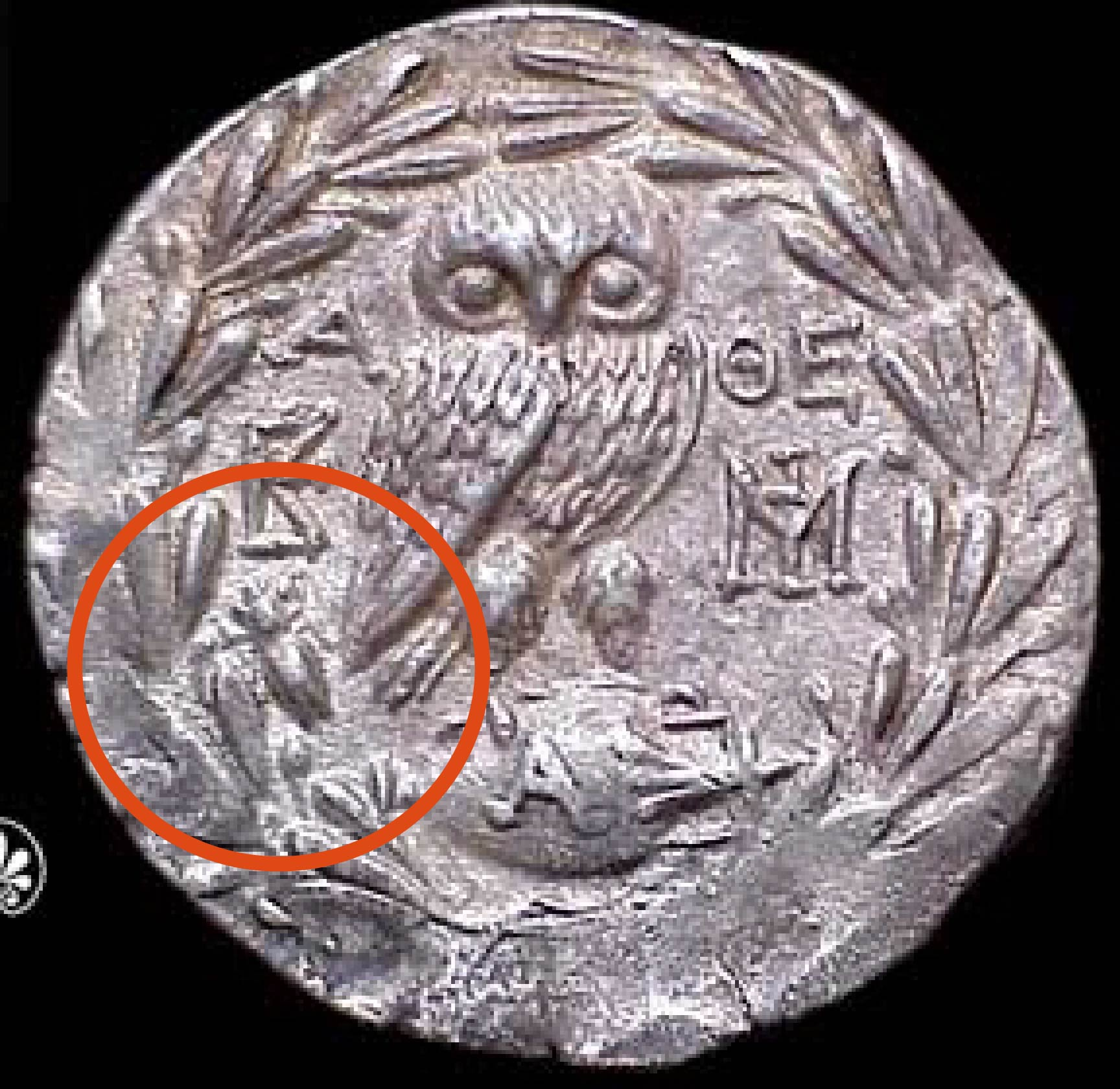
Münze aus Athen: Kennzeichnung der Singzikade

Singzikaden bildeten in verschiedenen Völkern die Grundlage für zahlreiche Legenden und Mythen. Die mythologische Bedeutung beschränkte sich dabei auf mehrere Regionen, in denen auch heute noch Singzikaden vorkommen. Diese sind das antike Griechenland, das alte China und Japan sowie Nordamerika. In Afrika und im alten Ägypten scheinen die Singzikaden eine Rolle in der Vorstellungswelt der Menschen gespielt zu haben. Sie wurden als Sinnbild für die menschliche Seele verehrt sowie als Symbol angesehen für Unsterblichkeit, Wiedergeburt, ein langes Leben, zum Teil auch für Erotik.
Dass die Gesänge hauptsächlich von den Männchen ausgehen, war schon den alten Griechen bekannt und verleitete den griechischen Dichter Xenarchos zu dem Ausspruch: „Glücklich leben die Zikaden, denn sie haben stumme Weiber“. Wegen der nicht enden wollenden Gesänge galten Zikaden als Symbol für Schwatzhaftigkeit.
Aristoteles (384-322 v. Chr.) beschrieb bereits im 4. Jahrhundert v. Chr. zumindest in Grundzügen die Lebensweise der Singzikaden. Man glaubte damals in Griechenland, dass die erwachsenen Zikaden keine Nahrung zu sich nehmen würden. In Griechenland sind erste plastische Darstellungen der Tiere bereits aus prähistorischer Zeit bekannt. In Gräbern der Stadt Mykene (2000 v. Chr.) fand man die Modelle von flügellosen Insekten, die als Zikadenlarven interpretiert werden. Die Grabbeigaben deuten auf die Bedeutung der Zikaden als Symbole für die Unsterblichkeit und ein langes Leben hin. Singzikaden sind jedoch als Metaphern für die Sangeskunst und Eloquenz (Musen) und die Unsterblichkeit noch viel tiefer in der Vorstellungswelt der Griechen verwurzelt gewesen. Nach dem Phaidros,  einem Text des Philosophen Platon (429-347 v. Chr.), geht man davon aus, dass Zikaden als Botschafter der Musen gleichbedeutend zu „entkörperlichten Seelen“ aufgefasst wurden. Sie sollen sich von den physischen Bedürfnissen (=Abstreifen der Larvenhaut) befreit haben und damit eine höhere Ebene der Erkenntnis erreicht haben. Damit wurden Zikaden offenbar als ein „Modell der menschlichen Seele“ angesehen.
In China existieren verschiedene Darstellungen und Ornamente mit Zikadenmotiven auf Gegenständen, die bis etwa 1500 v. Chr. datieren. Seit der Han-Dynastie (206 v. Chr.–220 n. Chr.), möglicherweise schon vorher, gibt es Nachweise für sogenannte „Zungenzikaden“. Die aus Jade geschnitzten Figuren wurden auf die Zunge von Verstorbenen gelegt, in der Hoffnung auf deren Wiedergeburt.
Die Ureinwohner der Neuen Welt beobachteten das eigentümliche periodische Wiederkehren von Singzikaden (Gattung Magicicada) und integrierten das Phänomen in ihre Mythologie. Die in Arizona lebenden Hopi-Indianer (Oraibi) sprachen den Tieren die Kraft der Unsterblichkeit zu. Solche übernatürlichen Kräfte wurden als Kachina bezeichnet. Diese wurden in Form geschnitzter Puppen zur religiösen Unterweisung an Kinder verschenkt. Eine wurde „Mahu“ (Zikade) genannt. Sie wird auch heute noch in Tänzen und Zeremonien verehrt.

### In der Literatur, Musik und bildenden Kunst
In der Literatur (Gedichte, Fabeln und Erzählungen) spielen die Zikaden eine bedeutende Rolle. Sie hebt überwiegend auf die Zikaden als Sänger oder als Sinnbilder für Musik und Kunst, aber auch als Lärmverursacher ab.
Singzikaden und ihre Gesänge erwähnen bereits früheste schriftliche Werke, etwa die „Ilias“ Homers (800 v. Chr.). Die Aspekte der griechischen „Zikaden-Mythologie“ verarbeitet  Anakreon in seinem Gedicht „An die Zikade“. Es handelt sich um eine wahrscheinlich aus dem 5. Jahrhundert v. Chr. stammende Hymne an die „gottgleichen“ Singzikaden. Das Gedicht erfreute sich auch in späterer Zeit großer Beliebtheit. Beispielsweise übersetzten es Thomas Moore und Johann Wolfgang von Goethe. Im deutschsprachigen Raum erwähnen die Zikaden Gedichte von Heinrich Heine „Die Libelle“ („…Und mit der Cikade, der Künstlerinn…“) oder Karl Leberecht Immermanns Epos „Tulifäntchen“ („…Zu der Tulpe Füßen spielte/ der tonkundigen Zikaden/ auserwählte Kapelle/ Stücke von den besten Meistern…“). Wenig freundlich geht Eugen Roth in seinem Gedicht „Die Zikaden“ um: „Es lobe hoch Anakreon/ Das Flöten der Zikaden schon./ Doch leicht wird’s einem nachts zuviel: O unglückseliges Flötenspiel! “ Ein weiteres modernes Gedicht ist jenes von Dao (2001) „Streichen und Kürzen“, welches auf die vom Zirpen der Singzikaden ausgehende melancholische Stimmung abzielt.
Die wohl bekannteste Fabel ist jene, die auf den griechischen Fabeldichter Äsop (600 v. Chr.) zurückgeht. Sie brachte Sebastian Brant im Jahr 1501 in der Version „De formica et cicada“ heraus und der Franzose La Fontaine (1621–1695) 1668 in Versform mit dem Titel „La Cigale et la Fourmi“. Beide Autoren sprechen ausdrücklich von einer Zikade, während deutsche und englische Übersetzungen späterer Autoren Bezeichnungen wie „Heuschrecke“, „Grille“ oder „grasshopper“ verwenden. Entsprechend bilden auch viele zeitgenössischen Illustrationen, besonders jene der oben genannten Autoren Brant und La Fontaine, Grillen oder Heuschrecken statt Singzikaden ab. Vermutlich ist Grund dieser Verwechslung der Zikaden mit anderen „singenden“ Insekten, dass die Singzikaden hauptsächlich im Mittelmeerraum beheimatet sind. Sie waren den Illustratoren, Lesern und vielleicht auch Autoren in Mitteleuropa wenig bekannt oder es war einfach kein vergleichbarer Begriff vorhanden. Man ersetzte die Singzikaden demnach bewusst oder unbewusst durch die in Mitteleuropa besser bekannten Arten, da die richtige Artbezeichnung ohnehin für die Botschaft der Fabel, bereits im Sommer für den Winter vorzusorgen, keine Rolle spielt.
Der auffällige Gesang der Insekten legt nahe, dass sie auch in der Musik eine größere Rolle spielen. Dennoch sind nur relativ wenige Musikstücke bekannt, die Zikaden zum Motiv haben. Der Schweizer Komponist Ulrich Gasser verfasste 1989 das Stück „Die singenden Zikaden“ für Flöte und drei Klangsteine. Wassili Leps setzte eine Zikaden-Drama „Yo-Nennen“ in Form einer Kantate. Aufbauend auf ein Gedicht des Griechen Anakreon „An die Zikade“ (siehe oben) komponierte der deutsche Komponist Harald Genzmer (1909–2007) das gleichnamige Stück.
Besonders viele Beispiele von Liedern und Gedichten, die Zikaden zum Gegenstand haben, sind aus Südfrankreich zu nennen. Vor allem die Provence verwendet Singzikaden als Ausdruck des leichten, mediterranen Lebensgefühles symbolhaft und besingt sie in Volksliedern. Beispiele für Zikaden in Chansons sind „Aussi bien que les cigales“ oder „La mort de la cigale“. Auch in die moderne Folks-, Pop- und Unterhaltungsmusik haben Zikaden Einzug gehalten. Melancholisch besingt beispielsweise Linda Ronstadt in ihrem Song „La Cigarra“ die Zikaden und spielt damit auf deren kurzes Leben an.

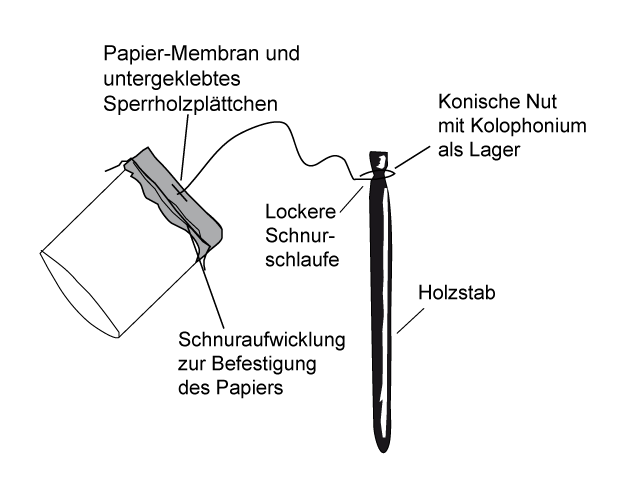
Toulouhou

In Asien und Südeuropa existiert ein bei Kindern beliebtes Musikinstrument, als „Zikade“ oder „Toulouhou“ bezeichnet. Damit ahmen sie die Gesänge von Singzikaden nach oder erzeugen zumindest schnarrende Geräusche. An einem Stock mit einer konischen, mit Kolophonium bestrichenen Nut verläuft die Schlinge einer Schnur. Am anderen Ende der Schnur ist eine Dose mit einer aufgespannten Membran befestigt. Durch Herumwirbeln erklingt das Instrument, wobei die Schnur in der Nut durch das Harz abwechselnd haftet und gleitet. Die Schnur überträgt die Geräusche auf die Membran, die Dose wirkt als Resonanzkörper.
Älteste bildliche Darstellungen stammen aus China und Japan auf Gefäßen und Seidenpapier. In der Kunst der neueren Zeit ist vor allem van Gogh zu nennen, der mehrere Zeichnungen von Singzikaden anfertigte. Bei den Künstlern der japanischen Faltkunst Origami sind auch Singzikaden ein beliebtes Motiv. Eine Singzikade kann man mit 95 Faltschritten aus einem Stück Papier herstellen.
Das Maskottchen der venezolanischen Reggaeton-Band Dame Pa’ Matala ist eine Singzikade.

### In der Volkskunst

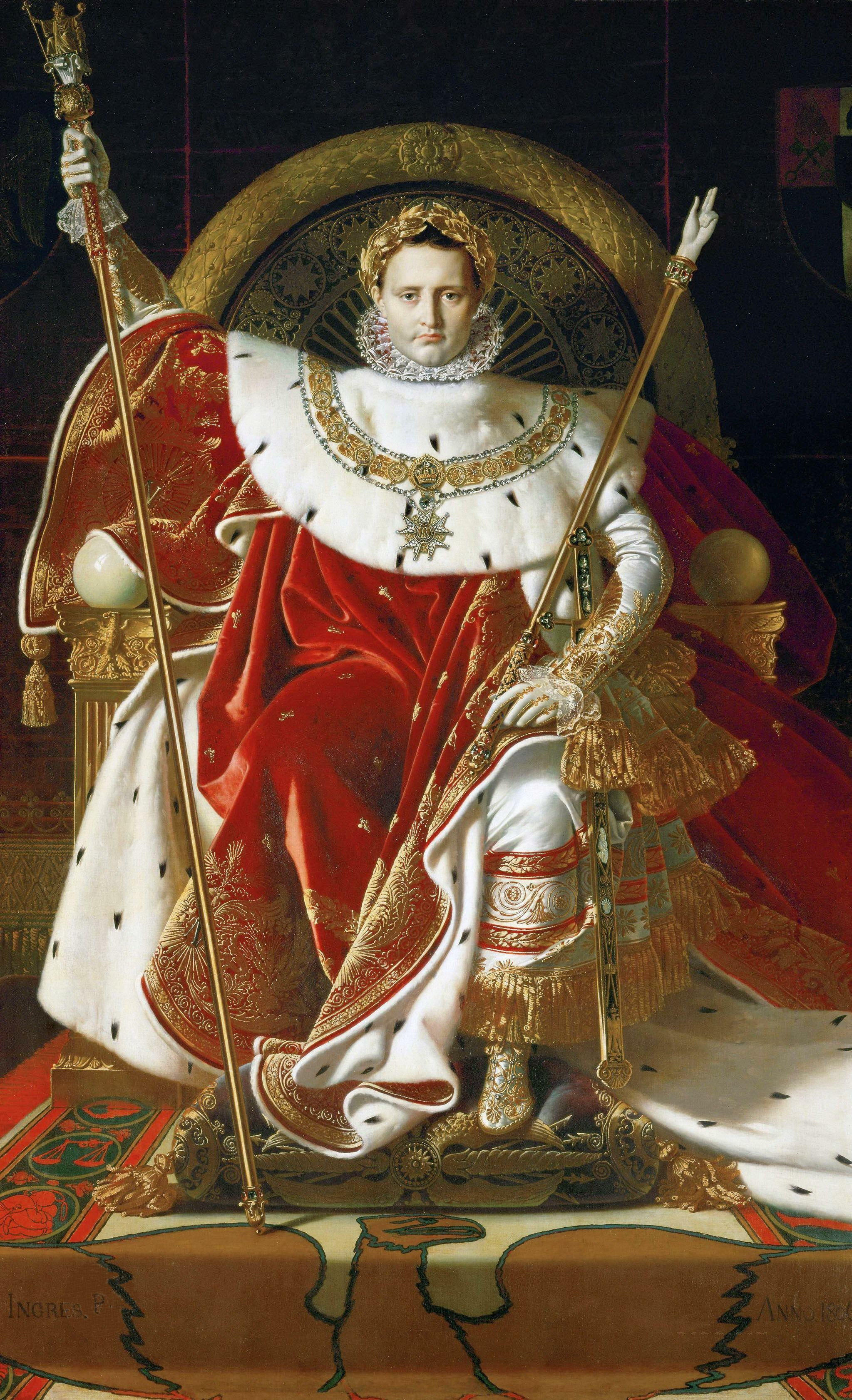
Napoleon im Krönungsmantel

Die Insekten waren und sind vielfach Bestandteil von Schmuckgegenständen. Im antiken Griechenland prägte man nicht nur Münzen mit Zikadenmotiven, sondern die Bürger Athens trugen auch Goldschmuck, beispielsweise Haarnadeln mit Ornamenten in Zikadenform. Später galten sie als Symbol für die Autonomie Athens, da die frühesten Vorfahren, den Zikaden gleich, aus dem angestammten Boden „entschlüpften“. Bei den Goten und den Römern galten Zikaden als Symbole für Macht. Auch sie trugen Schmuck mit Zikadenmotiven als Statussymbol. Im Mittelalter trugen Troubadoure, wahrscheinlich als Ausdruck ihrer Zunft, Zikadenbroschen.
Dem Grab des ersten Frankenkönigs Childerich I. († 482 n. Chr.), beziehungsweise seinem mitbestatteten Lieblingspferd, gab man 300 zikadenförmige Schmuckstücke bei. Bei Entdeckung des Grabes im 17. Jahrhundert hielt man sie zunächst für „Bienen“ und Besatz des königlichen Mantels, sie waren aber Bestandteil und Verzierung des Pferdegeschirrs. Heute geht man davon aus, dass es sich um Zikaden handelt, möglicherweise auch um Singzikaden. Napoleon (1769–1821) war von den Grabbeigaben so beeindruckt, dass er in Unkenntnis der einstigen Bedeutung seinen Krönungsmantel mit 300 goldenen „Bienen“ besticken ließ.
Besonders weitverbreitet sind die Singzikaden im Alltag der Menschen in der Provence. Als Ausdruck des leichten mediterranen Lebensgefühls begegnet man hier den Tieren in der provenzalischen Kultur in vielfältiger Form, beispielsweise auf Gasthausschildern, als Willkommenssymbol über Haustüren, in Form kleiner Tonfiguren und Fayencen, als Darstellungen auf Vasen und Geschirr oder Broschen. In vielen weiteren Ländern und Regionen der Welt finden sich Abbildungen von Singzikaden auf Briefmarken und anderen Alltagsgegenständen.

### In der Volksmedizin
Auch die Medizin setzte und setzt noch Singzikaden ein. Vor allem in China und Japan wurden die Larvenhäute verwendet, um daraus ein Mittel, ironischerweise gegen Ohrenschmerzen, herzustellen. Heute noch gewinnt man aus Zikaden Präparate gegen Fieber. Im Orient setzte man die Zikade Huechys sanguinea („Rote medizinische Zikade“) ein als Mittel gegen Blasen. Von dem Glauben ausgehend, Zikaden seien unsterblich, nutzten auch die Oraibi-Indianer eine Medizin aus diesen Tieren gegen tödliche Verletzungen.

### In der Ernährung
Zikaden gehören zu den essbaren Insekten und sind als Speiseinsekten nutzbar, insbesondere die Nymphen. Weltweit sind 73 essbare Zikadenarten bekannt, darunter auch etliche Singzikadenarten. Zikaden haben einen physiologischen Brennwert von ca. 640 kJ (= 153 kcal) pro 100 g, ähnlich wie gebratenes Hühnchen.
Bei den Tabare Sine, einem Volk, das im Hochland von Papua-Neuguinea lebt, gelten die dort beheimateten Singzikaden als Delikatesse (Cosmopsaltria papuensis, Cosmopsaltria aurata, Cosmopsaltria mimica, Cosmopsaltria gigantea gigantea). Die Zikaden tragen in der volkseigenen Sprache Bezeichnungen wie beispielsweise „Dui helme“ oder „Dui meh“. Ferner sind die Singzikaden mit ihrem Gesang insofern im Alltag der Menschen verwurzelt, als sie ihre Aktivitäten wie Feldarbeit und Jagd nach den durch den Gesang der Zikaden gekennzeichneten Tageszeiten richten. Beispielsweise beginnen sie mit ihren Jagdvorbereitungen, wenn der Gesang von „Dui erangrre“ (C. mimica) ertönt. Wenn „Dui wave“ (C. gigantea gigantea) singt, ist es Zeit, in den Wald zu gehen und zu jagen, da dann auch alle anderen Tiere aktiv sind. „Dui wave“ bedeutet in etwa „Cuscus schließt die Tür“ und nimmt Bezug auf den Gesang des Insektes, der sich anhört wie eine sich schließende Tür. Einzelne Insektenköche an der US-amerikanischen Ostküste brachten 2021 Gerichte mit Periodischen Zikaden der Brood X auf die Speisekarte, zum Beispiel in Paella, auf Pizzen und als Sushi.